# Leif Salmén
Leif Henry Salmén, född 19 januari 1952 i Helsingfors, död 19 november 2019 i samma stad, var en finlandssvensk journalist och författare. 
Salmén arbetade som TV-journalist för YLE åren 1976–89. I finsk TV blev han känd för sina tuffa utfrågningar av politiker och andra samhällspåverkare. Hans journalistik har färgats av de egna politiska sympatierna. Under framför allt 1970- och 1980-talen var Salmén aktiv inom Finlands kommunistiska parti (FKP). Salmén skrev poesi och romaner, men övergick senare till att främst skriva längre essäer. De sista essäsamlingarna Den underjordiska moskén och Det orientaliska rummet utkom 2013 respektive 2017.

## Priser och utmärkelser
- 1984 – Topeliuspriset
- 1984 – Finlandssvenska publicistförbundets pris
- 1985 – Statens informationspris
- 2001 – Kivipää-priset
- 2009 – Tollanderska priset
- 2013 – Eino Leino-priset